# Kultura Adena
Kultura Adena – kultura archeologiczna wydzielona dla okresu od roku 1000 p.n.e. do 200 roku n.e. we wschodniej części Stanów Zjednoczonych. Stanowisko eponimiczne Adena.

## Kryteria wydzielenia
Kultura Adena wyróżniona została w 1901 roku przez Williama C. Millsa, który prowadził prace wykopaliskowe w Chillicotne w pobliżu posiadłości Thomasa Worthingtona, niegdyś gubernatora stanu Ohio. Nazwą farmy ochrzczono typowy zestaw zabytków pojawiający się wraz z charakterystycznymi konstrukcjami ziemnymi przypisywanymi zjawisku zwanemu Tradycją Kopców Grobowych.

## Chronologia, geneza i zanik
Najstarsze charakterystyczne zespoły przypisywane kulturze Adena pojawiają się według Michela Brezillona w 2000 r. p.n.e., jednak dla większości naukowców data 1000 r. p.n.e. rozpoczynająca umownie tzw. wczesny okres leśny jest uznawana za tę adekwatną. Stanowiska Adeny zanikały na rzecz kultury Hopewell, natomiast jej typowe wytwory kulturowe zostały przez Hopewell udoskonalone. Miało to miejsce ok. 200 r. n.e. w środkowym okresie leśnym.

## Obszar występowania i kontekst kulturowy
Kulturę archeologiczną ustalono na terenie wschodniej części USA już wcześniej zamieszkanej przez Indian, w obrębie środkowego biegu rzeki Ohio gł. w dolinach Ohio i Missisipi.

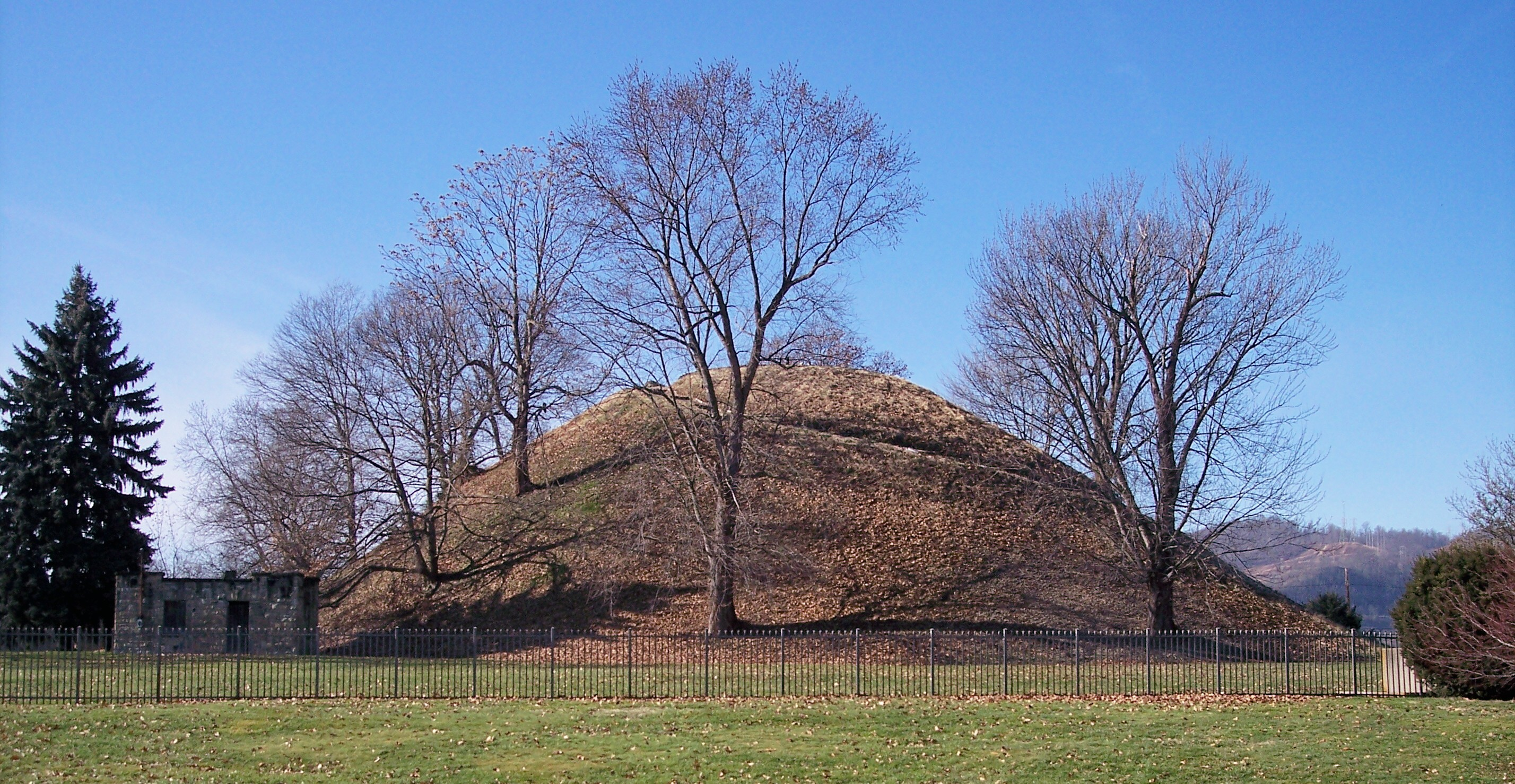
Kurhan Grave Creek Mound

## Charakterystyczne wytwory kulturowe
Charakterystyczne dla kultury są ośrodki skupiające konstrukcje naziemne – kurhany i mniejsze stożkowate założenia ziemne oraz asortyment zabytków: antropomorficzne fajki, np. „fajka Adena”, kamienna broń i narzędzia, ceramika i ozdoby dekorowane motywami zwierzęcymi i abstrakcyjnymi ornamentami, płytki kamienne lub gliniane – przypuszczalnie szablony do drukowania odzieży.

## Osadnictwo
Typowe dla wydzielonej kultury są osady otoczone okrągłą skarpą. Ślady archeologiczne świadczą o zamieszkiwaniu ludności w małych wspólnotach wiejskich złożonych z nie więcej niż pięciu czworobocznych domów i założeń ziemnych – grobowych.

## Obrządek pogrzebowy i wierzenia
Sposób chowania zmarłych był podporządkowany hierarchii społecznej (system wodzowski). Pochówek zwykły sprawiany był w obrządku całopalnym, uprzywilejowany w obrządku szkieletowym, towarzyszyły mu ponadto dary grobowe i zjawisko posypywania kości ochrą. Groby zmarłych, wyłożone drewnianymi belami, nakrywano kurhanami. Wraz z charakterystycznymi założeniami ziemnymi o geometrycznych (okrąg, kwadrat, prostokąt) i figuralnych kształtach tworzyły kompleksy. Ośrodki takie wznoszono głównie w miejscach wyeksponowanych, tj. na pagórkach, grzbietach, wzgórzach. Dużym kopcom, wyznaczającym przynależność danej grupy, z której pochodził zmarły, do określonego terytorium, towarzyszyły inne położone obok siebie – mniejsze, o stożkowatym kształcie. Z czasem takie skupiska pokrywano płaszczem ziemi, tworząc jeden większy kopiec, np. Kopiec Cresap w Zach. Wirginii. Największe kopce sięgają 20 m wysokości, np. Grave Creek Mound w Wirginii Zachodniej.
Kurhanom często towarzyszyło zjawisko wkopywania nowych pochówków i dosypywania od góry kolejnej warstwy ziemi. Pod niektórymi kopcami kultury Adena spotyka się ślady po owalnych strukturach. Są to pomieszczenia ceremonialne, wcześniej uważane za intencjonalnie niszczone domostwa zmarłych.

## Społeczeństwo i gospodarka
Społeczeństwo kultury Adena zajmowało się uprawą zboża, kukurydzy, tytoniu, wyrobem kamiennej broni, motyk, fajek i ceramiki zdobionych motywami zwierzęcymi i abstrakcyjnymi ornamentami, ozdób z miki i wyrobów z miedzi oraz handlem produktami, najczęściej drogą rzeczną, korzystając z dogodnego położenia nad szlakami wodnymi, gł. rzeka Ohio z dopływami.